# Kusnoor, Gulbarga
Kusnoor là một làng thuộc tehsil Gulbarga, huyện Gulbarga, bang Karnataka, Ấn Độ.